# San Antonio de los Ríos
San Antonio de los Ríos är en ort i Mexiko.   Den ligger i kommunen San José de Gracia och delstaten Aguascalientes, i den centrala delen av landet, 500 km nordväst om huvudstaden Mexico City. San Antonio de los Ríos ligger 2 024 meter över havet och antalet invånare är 1 043.
Terrängen runt San Antonio de los Ríos är varierad. San Antonio de los Ríos ligger nere i en dal. Runt San Antonio de los Ríos är det glesbefolkat, med 8 invånare per kvadratkilometer. Närmaste större samhälle är Rincón de Romos, 17,0 km öster om San Antonio de los Ríos. Omgivningarna runt San Antonio de los Ríos är i huvudsak ett öppet busklandskap.